# Waiting on a Friend
«Waiting On a Friend» —en español: «Esperando a un amigo»— es una canción compuesta por Mick Jagger y Keith Richards para la banda inglesa de rock The Rolling Stones, está incluida en el disco Tattoo You de 1981 y fue lanzada como segundo sencillo del mismo.

## Historia
Acerca de la canción diría Mick Jagger en una entrevista en el año 1993 lo siguiente: “Esta es de las sesiones del Goats Head Soup, nos gustó a todos al momento pero no tenía la letra. Además de la voz, nos quedamos clavados con el asombroso solo de saxofón del final realizado por Sonny Rollins. La lírica que le agregue es muy amable y cariñosa, acerca de la amistad en la banda. Por lo menos pensé que era eso de lo que trataba. La influencia del vídeo viene debido a que cuando fue realizado el guion, Keith y yo teníamos que esperarnos los unos a los otros. Pero actualmente no puedo recordar cuál fue la idea original de la canción”.
De la misma manera el cantante declararía en 1983: “Déjame ser cínico por un momento: primero que todo, no es realmente de esperar a una amiga mujer, es acerca de un amigo, no importa si es hombre o mujer. Puedo ver a gente diciendo 'Oh todos estamos mucho mayores ahora', Mick escribe acerca de cosas compasivas, debe ser una persona real. Pero esa es solo su percepción sobre ella".
Por su parte Keith Richards expresaría que: “La cuestión con Tattoo You no fue que nos parasemos a escribir cosas nuevas, era una cuestión de tiempo, todos estábamos de acuerdo en que saldríamos a la carretera y buscábamos un disco para la gira. No había tiempo de hacer todo un álbum completo y arrancarlo en la gira”.
Más tarde en la autobiografía de la banda el guitarrista declararía: "«Waiting on a Friend» es una de esas canciones que escuchas al cabo del tiempo y te preguntas ¿De qué va este tema? pero se puede decir que es una buena melodía y, sinceramente, no creo que tenga un significado concreto. En realidad hemos escrito muy pocas cosas que tengan que ver con lo que nos sucede de verdad por la simple razón de que tenemos muchísimo que esconder”.
La letra muestra un lado más maduro, habla de dejar a un lado a las mujeres y los vicios a favor de darle un sentido a su vida y encontrar las virtudes inherentes a la verdadera amistad. La canción se destaca por sus guitarras suaves, ritmo tranquilo y el recitado de Jagger. Nicky Hopkins, veterano músico sesionista los stones, interpreta el piano. La percusión adicional, compuesta por claves, cabasa, güiro y conga, aportados por Michael Carabello, fueron añadidas durante las sesiones de mezcla final en abril y junio de 1981.

## Grabación y lanzamiento
El primer esbozo de la canción fue realizado a finales del año 1972 durante las sesiones del disco Goats Head Soup, sin embargo no fue incluida en el mismo, y volvió salir durante las sesiones del disco Emotional Rescue en 1980, donde fue archivada nuevamente; finalmente sería incluida en el disco Tattoo You de 1981. La canción fue grabada en los Dynamic Sound Studios en Kingston, Jamaica.
Lanzado como el segundo sencillo después de «Start Me Up», «Waiting on a Friend» se convirtió en una canción principal de radio en los EUA, donde alcanzó el puesto # 13 de las listas de principios de 1982. Por otra parte, no tuvo mucho éxito en Europa, alcanzando sólo el puesto # 50 en el Reino Unido. Aunque se incluyó tanto en Jump Back como en el anterior Rewind (1971-1984), no fue incluida Forty Licks, pero está presente en GRRR!. 
Una actuación en vivo con el saxofonista Joshua Redman fue grabada durante el Bridges to Babylon Tour y lanzado en el álbum en vivo Not Security de 1998 y la película de conciertos Bridges to Babylon Tour '97–98. Una actuación de 1981 de la canción ofrecida en la película Let's Spend the Night Together (1983). 
La canción fue utilizada más adelante en la película The Normal Heart (2014).

## Vídeo
El vídeo de la canción fue dirigido por Michael Lindsay-Hogg, y fue rodado en un conocido edificio en Manhattan ubicado en San Mark's Places, entre la 96 y 98 (el mismo edificio que aparece en la portada del legendario disco de Led Zeppelin, Physical Graffiti. Además de los miembros de la banda, el famoso músico de reggae Peter Tosh aparece en el vídeo. La canción alcanzó el puesto 13 en las listas estadounidenses y el puesto 50 en el Reino Unido, y se hizo muy popular en MTV.

## Personal
Acreditados:
- Mick Jagger: voz, coros.
- Keith Richards: guitarra eléctrica, coros.
- Ron Wood: coros.
- Bill Wyman: bajo.
- Charlie Watts: batería.
- Mick Taylor: guitarra eléctrica.
- Jimmy Miller: percusión.
- Sonny Rollins: saxofón.
- Kasper Winding: pandereta.
- Nicky Hopkins: piano.
- Michael Carabello: güiro, claves, cabasa, congas.

## Posicionamiento en las listas
| Listas (1981)                      | Mejor posición |
| ---------------------------------- | -------------- |
| Australia (Kent Music Report)      | 44             |
| Bélgica (Flandes) (Ultratop 50)    | 15             |
| Estados Unidos (Billboard Hot 100) | 13             |
| Países Bajos (Mega Single Top 100) | 17             |
| Reino Unido (UK Singles Chart)     | 50             |